# Kvarngölen (Tuna socken, Småland, 637609-152216)
Kvarngölen är en sjö i Vimmerby kommun i Småland och ingår i Marströmmens huvudavrinningsområde.